# Timur Bekmambetov
Timur Nurbachitovici Bekmambetov (kazahă Темір Нұрбақытұлы Бекмәмбет, Temir Nurbaqıtulı Bekmämbet; rusă Тимур Нурбахитович Бекмамбетов;  n. 25 iunie 1961) este un regizor rus, producător și scenarist care se ocupă de filme și reclame comerciale. Este cel mai cunoscut pentru filmele rusești Rondul de noapte (2004) și Rondul de zi (2006) și pentru filmele americane Wanted (2008) și Abraham Lincoln: Vânător de Vampiri (2012).

## Filmografie
| An   | Film                                | Ca      | Ca         | Ca        |
| An   | Film                                | Regizor | Producător | Scenarist |
| ---- | ----------------------------------- | ------- | ---------- | --------- |
| 1994 | Peshavar Waltz                      | Da      |            | Da        |
| 2001 | The Arena                           | Da      |            |           |
| 2004 | Rondul de noapte                    | Da      |            | Da        |
| 2006 | Rondul de zi                        | Da      |            | Da        |
| 2007 | Ironiya sudby. Prodolzhenie         | Da      | Da         |           |
| 2008 | Wanted                              | Da      |            |           |
| 2009 | 9                                   |         | Da         |           |
| 2009 | Fulgerul Negru                      |         | Da         |           |
| 2010 | Magia bradului                      | Da      | Da         |           |
| 2011 | Lucky Trouble                       |         | Da         |           |
| 2011 | Apollo 18                           |         | Da         |           |
| 2011 | Vremuri întunecate                  |         | Da         |           |
| 2011 | Kikoriki. Team Invincible           |         | Da         |           |
| 2012 | Abraham Lincoln: Vânător de Vampiri | Da      | Da         |           |
| 2012 | The Snow Queen (2012 film)          |         | Da         |           |
| 2014 | Squirrels                           |         | Da         | Da        |
| 2014 | Hardcore                            |         | Da         |           |
| 2014 | Unfriended                          |         | Da         |           |
| 2015 | The Snow Queen 2: The Snow King     |         | Da         |           |
| 2016 | Ben-Hur                             | Da      |            |           |